# Élections municipales de 2020 à Metz
Pour un article plus général, voir Élections municipales françaises de 2020.
Les élections municipales françaises de 2020 à Metz visent à procéder au renouvellement du conseil municipal et du conseil métropolitain. Comme dans toutes les communes de 1 000 habitants et plus, les élections à Metz sont municipales et intercommunales. Chaque bulletin de vote comporte deux listes : une liste de candidats aux seules élections municipales et une liste de ceux également candidats au conseil métropolitain. Le premier tour a lieu le 15 mars 2020. Le second tour, initialement prévu le 22 mars suivant, est reporté au 28 juin 2020 en raison de la pandémie de Covid-19.

## Contexte
Les élections municipales de Metz se déroulent dans un cadre très particulier, puisqu'elles surviennent en pleine pandémie de Covid-19. D'autre part, le maire sortant Dominique Gros annonce ne pas se représenter après deux mandats sans proposer de successeur potentiel.
Ses deux derniers mandats ont vu une amélioration importante de l'offre de transport dans la métropole par la création du Mettis, deux lignes de BHNS reliant la ville de Woippy et l'île universitaire du Saulcy au quartier de Borny et à l'hôpital de Mercy. La question de la création ou non d'une troisième ligne ainsi que de son tracé doit être laissée à la majorité suivante.
Les critiques du maire lui reprochent notamment l'abandon des commerces du centre-ville au profit de centres commerciaux en ville (Muse) ou en périphérie (Waves à Moulins-lès-Metz), ainsi que la vente des deux cinémas de centre-ville au groupe Kinépolis, ou la construction d'un grand centre des congrès, notamment à cause de son coût important. Un sentiment d'insécurité croissant et une augmentation de la dette de la ville sont aussi évoquées par l'opposition de droite.

## Candidats

### Parti socialiste
Dominique Gros, maire sortant membre du Parti socialiste, ne se représente pas. Une primaire interne organisée le 25 mars 2019 désigne Thomas Scuderi comme tête de la liste socialiste face à Sébastien Koenig (soutenu par Gros) et Isabelle Kaucic. 129 votants au total participent à la primaire. Thomas Scuderi souhaite mener une liste rassemblant la gauche mais sans alliance avec La République en marche.
Le 24 juillet 2019, les instances nationales du Parti socialiste décident de "geler" l'investiture de Thomas Scuderi à la demande de plusieurs "ténors" socialistes locaux.
Le 5 septembre 2019, Jean-Michel Toulouze, adjoint au maire, se déclare candidat à la mairie de Metz. Il n'a alors pas l’investiture socialiste. Il meurt un mois plus tard, le 3 octobre.
Le 31 octobre 2019, Thomas Scuderi annonce officiellement sa candidature, sans l'investiture socialiste. Le 27 février 2020, il dépose sa liste Metz en confiance sous l'étiquette Divers gauche.
Le 29 novembre 2019, Christiane Pallez, ancienne élue socialiste, annonce sa candidature. Elle se retire le 8 février 2020, alors que le PS national et Dominique Gros annoncent leurs soutiens officiels à la liste Unis pour Metz conduite par Xavier Bouvet,.
Pour la première fois depuis 1977, le PS ne présente pas de liste à l’élection municipale messine.

### Unis (EÉLV et Union de la gauche)
Xavier Bouvet, ancien conseiller du maire de Metz Dominique Gros et ex-directeur de l’agence Inspire Metz, conduira la liste « Unis » aux élections municipales. Celle-ci regroupe le mouvement Esplanade pour la société civile, Europe Écologie Les Verts, Génération.s, Les Radicaux de gauche, le Parti communiste français, le Parti socialiste, Place publique et Génération écologie. 
Le 26 janvier 2020, le maire de Metz annonce son soutien à Xavier Bouvet.

### La France insoumise
Jean-Hugues Nyalendo est tête de liste insoumis, conduisant la liste « Metz, Commune libre ! », qui comporte à la fois des membres de la France insoumise, du Nouveau Parti anticapitaliste, des gilets jaunes ainsi que des dissidents d'Europe Écologie Les Verts.

### Rassemblement national
La conseillère municipale du Rassemblement national Françoise Grolet (simple), également conseillère régionale du Grand Est se représente en 2020,. Elle est soutenue par le Parti de la France.

### Les Républicains
Le sénateur François Grosdidier est candidat à la mairie de Metz pour son parti, Les Républicains, dont il a obtenu l'investiture. Il a également le soutien du parti Les Centristes, présidé par Hervé Morin, et forme un binôme avec sa représentante locale, la députée européenne Nathalie Colin-Oesterlé. L'Union des démocrates et des écologistes lui a apporté son soutien, par son représentant local Julien Vick, ainsi que l'Union républicaine lorraine, parti de l'ancien maire de Metz Jean-Marie Rausch, par son représentant le docteur Khalifé Khalifé. Ce dernier doit devenir premier adjoint au cas de victoire.

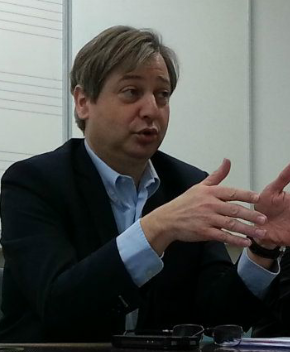
François Grosdidier.

### La République en marche
Richard Lioger, député de la troisième circonscription de la Moselle, se présente à l'investiture de La République en marche en novembre 2018. En février de l'année suivante, c'est l'adjointe aux espaces verts et vice-présidente de Metz Métropole Béatrice Agamennone qui annonce sa candidature, avec son association Énergies pour Metz.   Le député de la Moselle obtient l’investiture LREM début octobre, étant préféré à Béatrice Agamennone, référente départementale du mouvement. Celle-ci se déclare néanmoins candidate le 22 octobre, ce qui entraîne sa suspension de LREM. Il reçoit le soutien du MoDem en décembre 2019 et du Mouvement radical en janvier 2020.

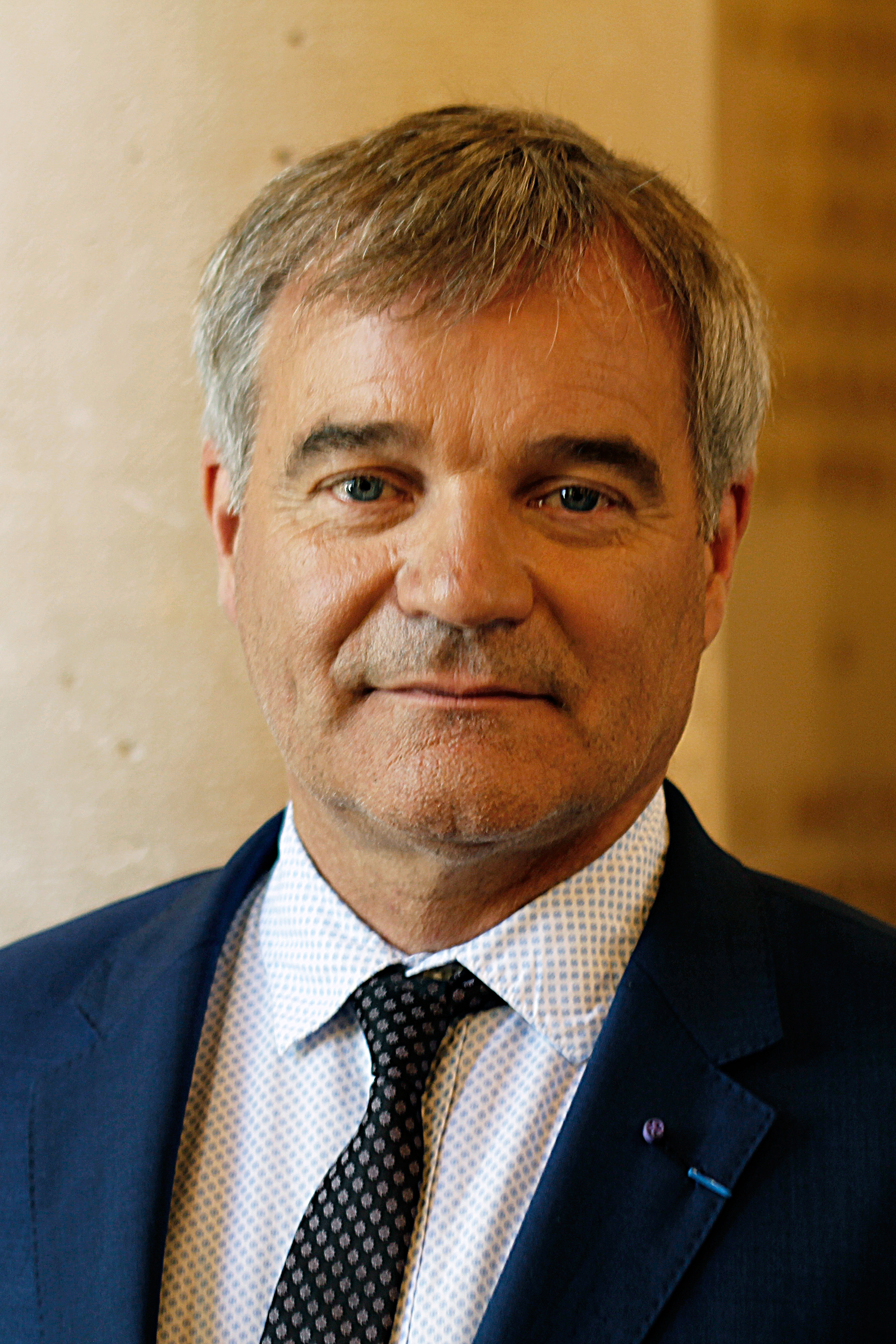
Richard Lioger.

### Agir
Le conseiller municipal Jérémy Aldrin, membre des Républicains jusqu'à sa candidature dissidente aux élections sénatoriales de 2017, annonce sa candidature en juin 2019.
En septembre 2019, il annonce avoir été désigné pour être le chef de file d'Agir et propose une alliance à la référente départementale LREM.

### Béatrice Agamennone (sans étiquette)
Béatrice Agamennone, ingénieure des ponts, des eaux et des forêts, actuelle adjointe au maire de Metz chargée des espaces verts et Vice-présidente de Metz Métropole a officialisé sa candidature le 21 octobre 2019. N'obtenant pas l'investiture nationale de La République en marche, elle décide de présenter une liste de membres issus de la société civile.

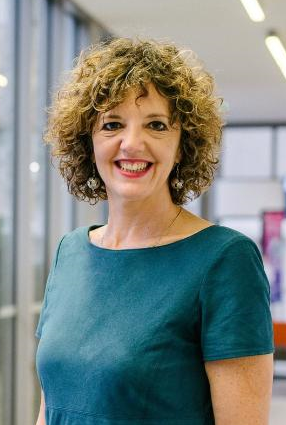
Béatrice Agamennone

## Sondages

### Premier tour
| Source | Date de réalisation   | Échantillon | LO      | LFI      | EÉLV-PCF-LRG-G·s | DVG     | DVG    | DVC        | LREM-Modem | Agir   | LR         | DVD    | DVD   | RN              |
| Source | Date de réalisation   | Échantillon | Rinaldi | Nyalendo | Bouvet           | Scuderi | Pallez | Agamennone | Lioger     | Aldrin | Grosdidier | Labeau | Bemer | Grolet (simple) |
| ------ | --------------------- | ----------- | ------- | -------- | ---------------- | ------- | ------ | ---------- | ---------- | ------ | ---------- | ------ | ----- | --------------- |
| Source | Date de réalisation   | Échantillon |         |          |                  |         |        |            |            |        |            |        |       |                 |
| Ifop   | 27 au 30 janvier 2020 | 800         | 1       | 4        | 20               | 6       | 2      | 3          | 11         | 3      | 29         | 2      | 1     | 18              |

N.B. :
- en gras sur fond coloré : le candidat arrivé en tête du sondage ;
- en gras sur fond blanc le candidat arrivé en deuxième position du sondage.

| Source                                  | Date de réalisation   | Échantillon | LFI | PS      | Esplanade-EÉLV-LRG-G·s | LREM-MoDem | LREM-MoDem | LREM-MoDem | Agir   | LR         | DLF        | RN              | Autres |
| Source                                  | Date de réalisation   | Échantillon |     | Scuderi | Bouvet                 | Lioger     | Agamennone | Griesbeck  | Aldrin | Grosdidier | Zimmermann | Grolet (simple) |        |
| --------------------------------------- | --------------------- | ----------- | --- | ------- | ---------------------- | ---------- | ---------- | ---------- | ------ | ---------- | ---------- | --------------- | ------ |
| Source                                  | Date de réalisation   | Échantillon |     |         |                        |            |            |            |        |            |            |                 |        |
| OpinionWay (commandé par Jérémy Aldrin) | 24 au 28 octobre 2019 | 603         | 4   | 10*     | 19                     | 11         | —          | —          | 11     | 26         | —          | 19              | —      |
| OpinionWay (commandé par Jérémy Aldrin) | 24 au 28 octobre 2019 | 603         | 4   | 10*     | 16                     | 10         | 8          | —          | 9      | 25         | —          | 18              | —      |
| Ifop (commandé par LREM)                | 17 au 20 juin 2019    | 600         | 7   | 11      | 19                     | 16         | —          | —          | 3      | 17         | 9          | 15              | 3      |
| Ifop (commandé par LREM)                | 17 au 20 juin 2019    | 600         | 7   | 13      | 20                     | —          | 16         | —          | 3      | 18         | 7          | 14              | 2      |
| Ifop (commandé par LREM)                | 17 au 20 juin 2019    | 600         | 6   | 11      | 20                     | —          | —          | 22         | 2      | 15         | 7          | 15              | 2      |

N.B. :
- en gras sur fond coloré : le candidat arrivé en tête du sondage.
- en gras sur fond blanc le candidat arrivé en deuxième position du sondage.
- Le PS a été testé en tant que parti sans tête de liste dans les sondages comportant une étoile

### Second tour
| Source | Date de réalisation   | Échantillon | EÉLV-PCF-LRG-G·s | LREM-Modem | LR         | RN              |
| Source | Date de réalisation   | Échantillon | Bouvet           | Lioger     | Grosdidier | Grolet (simple) |
| ------ | --------------------- | ----------- | ---------------- | ---------- | ---------- | --------------- |
| Source | Date de réalisation   | Échantillon |                  |            |            |                 |
| Ifop   | 27 au 30 janvier 2020 | 800         | 31               | 14         | 36         | 19              |
| Ifop   | 27 au 30 janvier 2020 | 800         | 39               | —          | 43         | 18              |

## Résultats
|                                                          |                           |                                |              |              |             |             |        |        |  |
| Tête de liste                                            | Tête de liste             | Liste                          | Premier tour | Premier tour | Second tour | Second tour | Sièges | Sièges |  |
| Tête de liste                                            | Tête de liste             | Liste                          | Voix         | %            | Voix        | %           | CM     | CC     |  |
|                                                          | François Grosdidier       | LR - LC - UDE                  | 6 377        | 29,76        | 10 001      | 45,13       | 40     | 32     |  |
| Utile pour Metz                                          |                           |                                | 6 377        | 29,76        | 10 001      | 45,13       | 40     | 32     |  |
|                                                          | Béatrice Agamennone       | LREM diss.                     | 1 327        | 6,19         | 10 001      | 45,13       | 40     | 32     |  |
| Énergies pour Metz                                       |                           |                                | 1 327        | 6,19         | 10 001      | 45,13       | 40     | 32     |  |
|                                                          | Xavier Bouvet             | EELV - G·s - LRG PCF - PS - PP | 5 352        | 24,97        | 9 804       | 44,24       | 12     | 9      |  |
| Unis pour Metz !                                         |                           |                                | 5 352        | 24,97        | 9 804       | 44,24       | 12     | 9      |  |
|                                                          | Françoise Grolet (simple) | RN - PDF                       | 2 527        | 11,79        | 2 355       | 10,62       | 3      | 2      |  |
| Le bon sens pour Metz                                    |                           |                                | 2 527        | 11,79        | 2 355       | 10,62       | 3      | 2      |  |
|                                                          | Richard Lioger            | LREM - MoDem - MR              | 1 535        | 7,16         |             |             |        |        |  |
| Metz au cœur                                             |                           |                                | 1 535        | 7,16         |             |             |        |        |  |
|                                                          | Thomas Scuderi            | PS diss.                       | 1 315        | 6,13         |             |             |        |        |  |
| Metz en confiance                                        |                           |                                | 1 315        | 6,13         |             |             |        |        |  |
|                                                          | Jérémy Aldrin             | Agir                           | 1 199        | 5,59         |             |             |        |        |  |
| Agir pour Metz                                           |                           |                                | 1 199        | 5,59         |             |             |        |        |  |
|                                                          | Emmanuel Lebeau           | DVD                            | 1 058        | 4,93         |             |             |        |        |  |
| Emmanuel Lebeau intensément Metz                         |                           |                                | 1 058        | 4,93         |             |             |        |        |  |
|                                                          | Jean-Hugues Nyalendo      | LFI                            | 493          | 2,30         |             |             |        |        |  |
| Metz commune libre                                       |                           |                                | 493          | 2,30         |             |             |        |        |  |
|                                                          | Mario Rinaldi             | LO                             | 245          | 1,14         |             |             |        |        |  |
| Lutte ouvrière – Faire entendre le camp des travailleurs |                           |                                | 245          | 1,14         |             |             |        |        |  |
|                                                          |                           |                                |              |              |             |             |        |        |  |
| Votes valides                                            | Votes valides             | Votes valides                  | 21 428       | 97,62        | 22 160      | 98,03       |        |        |  |
| Votes blancs                                             | Votes blancs              | Votes blancs                   | 180          | 0,82         | 268         | 1,19        |        |        |  |
| Votes nuls                                               | Votes nuls                | Votes nuls                     | 342          | 1,56         | 178         | 0,79        |        |        |  |
| Total                                                    | Total                     | Total                          | 21 950       | 100          | 22 606      | 100         | 55     | 43     |  |
| Abstention                                               | Abstention                | Abstention                     | 47 878       | 68,57        | 47 229      | 67,63       |        |        |  |
| Inscrits / participation                                 | Inscrits / participation  | Inscrits / participation       | 69 828       | 31,43        | 69 835      | 32,37       |        |        |  |